# شهرستان شت
شهرستان شت (قزاقی: Шет ауданы, شه‌ت اۋدانی) یک شهرستان در قزاقستان است که در استان قراغندی واقع شده‌است. شهرستان شت ۴۴۹۷۱ نفر جمعیت دارد.